# ذروة (أدب)

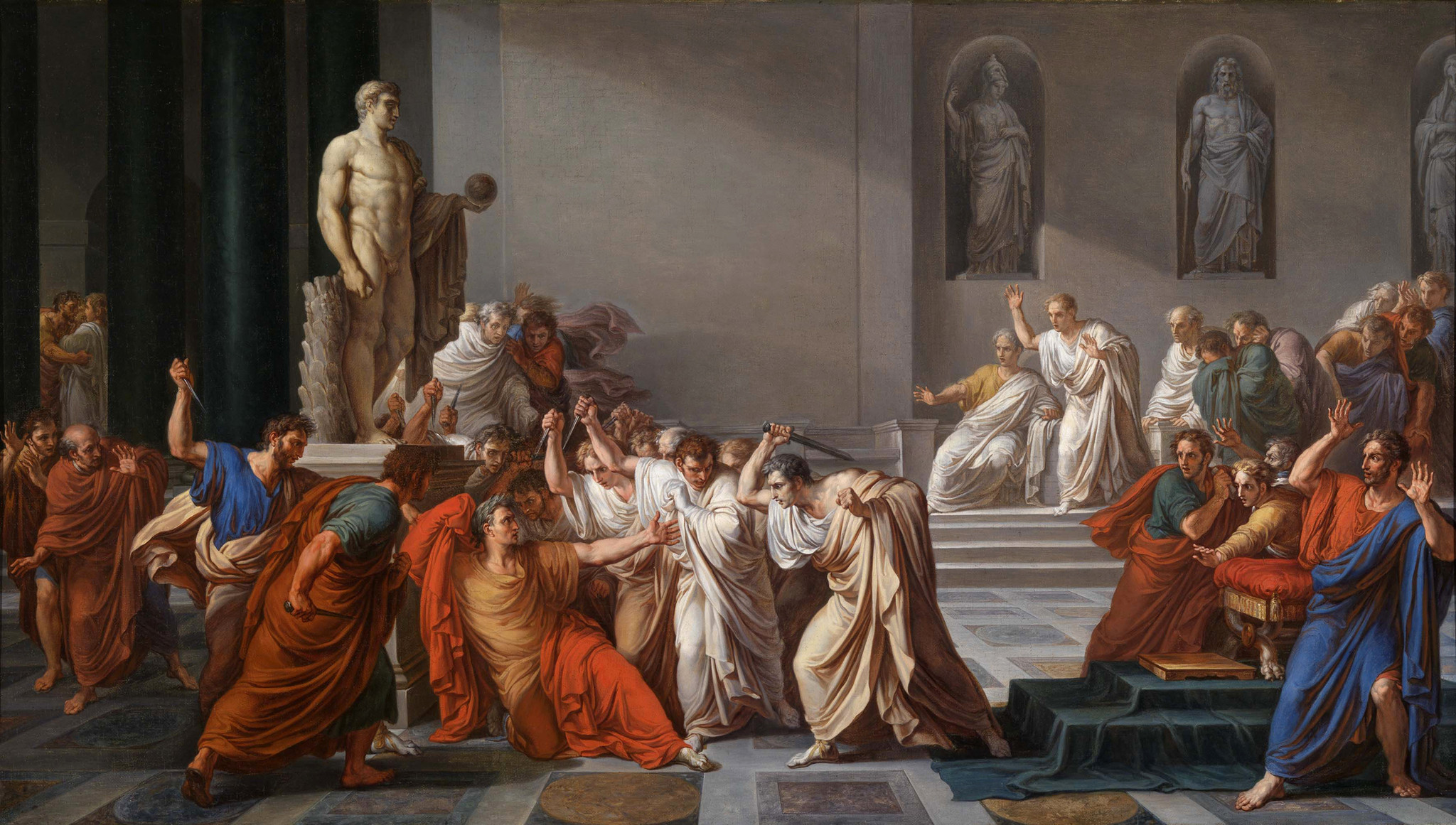
موت قيصر، نقطة الذروة في مسرحية وليام شكسبير، يوليوس قيصر.

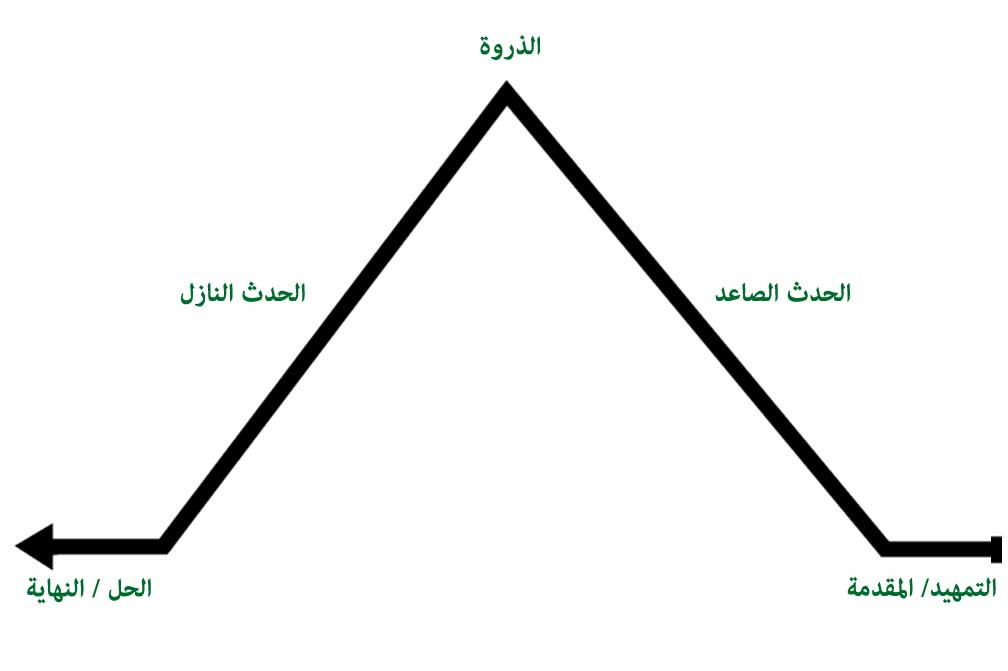
رسم إيضاحي للتقسيم الذي وضعه فريتاغ أو ما يسمى أحياناً بهرم فريتاغ

الذروة أو نقطة التحول (مشتقة من الكلمة اليونانية κλῖμαξ، التي تعني «الدرج» أو «السلم») وهي تعتبر نقطة التحول في العمل السردي في الأدب وهي أعلى نقطة توتر درامية في الأحداث، أو الوقت الذي تبدأ فيه الأحداث بتقديم الحلول. ذروة القصة هي عنصر من عناصر الخيال الأدبي.

## أمثلة
خط السرد لنكتة هو عبارة عن تشبيه لذروة رواية خيالية، على الرغم من فرق غياب الأحداث الهابطة والذي قد يعكس طبيعة الفكاهة مقابل طبيعة الدراما.
في الأنواع السردية غير الخيالية، على الرغم من أن المؤلف ليس لديه نفس الحرية للتحكم في الفعل و«المؤامرة» كما هو الحال في الأعمال الخيالية، فإن اختيار الموضوع ودرجة التفاصيل والتأكيد يسمح للمؤلف بإنشاء هياكل مماثلة، أي لبناء دراما.
في مسرحية هيبوليتوس، التي كتبها الكاتب المسرحي اليوناني يوربيديس، تصل الذروة عندما يسمع أفروديت رد فعل هيبوليتوس بشكل سيئ بسبب حبها له. هذه هي اللحظة التي يتم فيها تحقيق لعنة أفروديت في النهاية، وهي نقطة التحول في المسرحية.

## عكس الذروة
يحدث عكس الذروة (الانحدار) في القصة عندما تُحل مشكلة كبيرة بطريقة سهلة أو تافهة بشكل مدهش، على سبيل المثال بدلاً من الحاجة إلى التكنولوجيا المتقدمة والعمل الجماعي لتدمير منشأة تخضع لحراسة مشددة، قد يتطلب الأمر فقط الضغط على زر يسمى "تدمير المنشأة" أو تقديم إشعار بالإخلاء لهدم المبنى.
ومن الأمثلة على ذلك نهاية رواية "حرب العوالم"، حيث تُهزَم الكائنات الفضائية التي تسيطر على الأرض بشكل غير متوقع من قبل جرثومة بسيطة. مثال آخر على ذلك عندما يواجه البطل احتمالات مستحيلة ولكن بعد ذلك يُقتل دون أن يحقق هدفه، حتى عندما يبدو أنه قد يفوز.
"مدد غيبي" هو نوع من الانحدار حيث تحل قوة خارجية غير متوقعة وغير ذات صلة فجأة المشكلة الرئيسية في القصة.